# Transformada de Legendre
A transformada de Legendre consiste em uma transformação matemática que, quando aplicada sobre uma função {\displaystyle Y=Y_{(X_{0},X_{1},X_{2},...X_{n})}} sabidamente diferenciável em relação às suas variáveis independentes {\displaystyle x_{i}} , fornece como resultado uma nova equação na qual as derivadas parciais {\displaystyle P_{i}={\frac {\partial Y_{(X_{0},X_{1},...X_{n})}}{\partial x_{i}}}} associadas, e não as variáveis {\displaystyle x_{i}} em si, figuram como variáveis independentes. A nova equação consiste na "mesma" equação inicial, mas agora "em uma forma reescrita", {\displaystyle \Psi =\Psi _{(P_{0},P_{1},P_{2},...P_{n})}}. A Transformada de Legendre realiza-se sempre de forma que nunca se perca qualquer informação presente na equação original, devendo as mesmas informações estarem sempre contidas na nova equação.

## A Transformada de Legendre e a Termodinâmica
A Transformada de Legendre encontra enorme aplicação em uma área da Física conhecida por Termodinâmica, área que tem por objetivo o estudo dos sistemas constituídos por "infinitos" entes físicos, moléculas em uma amostra confinada de gás, a exemplo.

### Equação fundamental e Equação de estado
Em termodinâmica, cada sistema em estudo é descrito por uma equação matemática conhecida por equação fundamental, uma equação que retém em si todas as informações físicas associadas a este sistema. O conceito de equação fundamental reside no fato de, uma vez estabelecida a fronteira do sistema - o seu volume -, o número de entes que o compõem - o seu conteúdo material -, e a energia interna do sistema - o seu conteúdo em energia -, as condições deste sistema no equilíbrio termodinâmico encontram-se por estas grandezas (e algumas outras em sistemas mais complexos, como os magnéticos) então completamente determinadas, sendo obviamente calculáveis a partir destas.
As informações físicas, quando necessárias, podem ser extraídas da equação fundamental empregando-se um formalismo matemático inerente ao estudo da termodinâmica. A exemplo, para sistemas simples, no formalismo da entropia, a equação fundamental para a entropia S em um gás ideal será dependente das grandezas volume (V), número de partículas (e não de moles) N, e da Energia Interna U: {\displaystyle S=S_{(U,V,N)}}. No formalismo da energia, isolando-se a energia interna U em {\displaystyle S_{(U,V,N)}} tem-se facilmente {\displaystyle U_{(S,V,N)}}, também uma equação fundamental. Qualquer informação física, incluindo-se as equações de estado, a exemplo a equação de Clapeyron {\displaystyle PV=NRT} e a equação da energia {\displaystyle U={\frac {n}{2}}K_{b}T} (n= 3; 5; ... ) para o caso dos gases ideais, pode ser facilmente extraídas da equação fundamental.
Repare que as duas equações anteriores, a de Clapeyron {\displaystyle P_{(V,T,N)}} e a da energia {\displaystyle U=U_{(T)}}, em função das grandezas tomadas como independentes, são equações de estado e não equações fundamentais do sistema, e portanto não retém em si, quando isoladas, todas as informações necessárias à determinação de todas as propriedades físicas do sistema. Caso conheçam-se as equações de estado de um sistema pode-se obter uma, e em consequência - mediante transformadas de Legendre - todas as equações fundamentais do sistema, mas para isto é necessário que conheçam-se de antemão todas as equações de estado do sistema, sem ausência de nenhuma delas. A título de curiosidade a equação fundamental para um sistema composto por N partículas de um gás ideal confinados em um volume V e com energia interna U é, na representação entrópica, com {\displaystyle k_{B}} representando a constante de Boltzman e c uma constante, e a menos de constante(s) acompanhando a grandeza N com unidade(s) definida(s) de forma a tornar correta a análise dimensional, não explicitamente indicadas aqui:
{\displaystyle S_{(U,V,N)}={\frac {3}{2}}Nk_{B}\ln \left({\frac {U}{N}}\right)+Nk_{B}\ln \left({\frac {V}{N}}\right)+Nk_{B}c}

Isolando-se U, tem-se, na representação da energia:
{\displaystyle U_{(S,V,N)}=N\left({\frac {N}{V}}\right)^{\frac {2}{3}}e^{{\frac {2}{3}}\left({\frac {S}{Nk_{B}}}-c\right)}}
Verifica-se experimentalmente, entretanto, que as grandezas intensivas como a pressão {\displaystyle P} , temperatura {\displaystyle T}, e potencial químico {\displaystyle \mu } ( onde {\displaystyle P=-{\frac {\partial U_{(S,V,N)}}{\partial V}}} , {\displaystyle \mu ={\frac {\partial U_{(S,V,N)}}{\partial N}}} e {\displaystyle T={\frac {\partial U_{(S,V,N)}}{\partial S}}} no formalismo termodinâmico da energia) são muito mais acessíveis por medidas experimentais do que as grandezas extensivas como o volume V, entropia S e número de partículas N. Seria portanto extremamente conveniente, em acordo com a situação, principalmente em situações onde uma ou mais destas permaneçam constantes, que a equação fundamental pudesse ser reescrita, sem perda de informação, em função destas grandezas intensivas.

### Representações no Formalismo da Energia
A Transformada de Legendre cumpre exatamente o papel na termodinâmica de permitir que se escreva a equação fundamental de um sistema em função das grandezas intensivas (e/ou extensivas) associadas, e não apenas em função das correspondentes extensivas. Em acordo com a grandeza extensiva "transformada" para a intensiva a ela conjugada, dentro do formalismo da energia, a exemplo, surgem várias representações possíveis para a equação fundamental, a saber:
- A energia interna U, onde {\displaystyle U=U_{(S,V,N)}} : a representação padrão no formalismo da energia.

- A energia livre de Helmholtz F, onde {\displaystyle F=F_{(T,V,N)}}: decorre da substituição da grandeza extensiva S em {\displaystyle U=U_{(S,V,N)}} pela correspondente grandeza conjugada, T, mediante F= U-TS , sendo {\displaystyle F=F_{(T,V,N)}} "mais adequada" para o estudo das transformações isotérmicas.

- A entalpia H, onde {\displaystyle H=H_{(S,P,N)}}: decorre da substituição da grandeza extensiva V em {\displaystyle U=U_{(S,V,N)}} pela correspondente intensiva, P, mediante H= U+PV , sendo {\displaystyle H=H_{(S,P,N)}} "mais adequada" para o estudo das transformações isobáricas.

- A energia livre de Gibbs G, onde {\displaystyle G=G_{(T,P,N)}}: decorre das substituições da grandeza extensiva S pela correspondente intensiva, T, e da grandeza extensiva V pela correspondente grandeza conjugada P em {\displaystyle U=U_{(S,V,N)}}, mediante G= U-TS+PV , sendo {\displaystyle G=G_{(T,P,N)}} "mais adequada" para o estudo de processos que ocorrem à temperatura e pressão constantes.

- O grande potencial canônico, {\displaystyle C=C_{(T,V,\mu _{1},\mu _{2}...)}}, decorre das substituições da grandeza extensiva S pela correspondente intensiva, T, e das grandezas extensivas {\displaystyle N_{i}} pelas correspondentes intensivas {\displaystyle \mu _{i}} em {\displaystyle U=U_{(S,V,N_{1},N_{2}...)}}, mediante {\displaystyle C=U-TS-\Sigma \mu _{i}N_{i}} , sendo {\displaystyle C=C_{(T,V,...,\mu _{i})}} "mais adequada" para o estudo de processos onde ocorrem várias substâncias misturadas (N_1, N_2,...) e, mesmo em caso de substância única, trocas de partículas à temperatura constante.

Em função da entropia S ser sempre uma função monótona crescente da energia interna U, a equação fundamental fundamental {\displaystyle U=U_{(S,V,N)}} pode sempre ser "facilmente" reescrita, mediante troca de variáveis, para fornecer a equação, também fundamental, {\displaystyle S=S_{(U,V,N)}}, o que, de forma similar ao feito para o formalismo da energia, dá origem ao que se conhece por formalismo termodinâmico da entropia (ou entrópico), igualmente aplicável ao estudo dos sistemas termodinâmicos e capaz de fornecer os mesmos resultados e informações antes obtidos no formalismo da energia. Transformadas de Legendre podem ser igualmente aplicadas à equação fundamental {\displaystyle S=S_{(U,V,N)}} em acordo com o caso em estudo, fornecendo equações fundamentais que nem sempre recebem nomes especiais, sendo estas genericamente conhecidas por funções de Massieu. No formalismo da energia, a energia interna {\displaystyle U_{(S,V,N)}} e suas transformadas são geralmente conhecidas por potenciais termodinâmicos.

## A transformada de Legendre

### Descrição

O gráfico de uma função, e de sua reta tangente, com inclinação no ponto x.

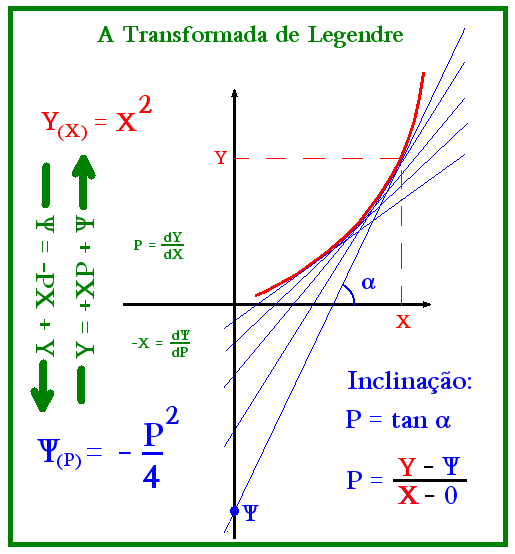
Há duas formas de se especificar a curva vista em vermelho na figura: fornecendo-se diretamente a relação entre Y e X (a exemplo Y=X²), ou especificando-se o conjunto de retas a ela tangentes - vistas em azul na figura. Para definir-se este conjunto de retas especifica-se a relação existente entre o interceptos e as inclinações P das respectivas retas: no exemplo. A transformada de Legendre,quando aplicada a uma das equações, fornece a outra (ou, ao rigor da matemática, menos a outra:).

Para a compreensão da transformação de Legendre ir-se-á considerar aqui a interpretação geométrica da Transformada de Legendre, e por comodidade mas sem perda de generalidade, considerar-se-á também uma função {\displaystyle Y_{(X)}} dependente de apenas uma variável independente, X.
Sendo {\displaystyle P={\frac {\partial {Y_{(X)}}}{\partial x}}={\frac {d{Y_{(X)}}}{dx}}} no presente caso, à primeira vista pode parecer que para se obter uma função {\displaystyle Y_{(P)}} onde P e não X desempenha o papel de variável independente bastaria eliminar-se X em {\displaystyle Y_{(X)}} mediante a relação estabelecida entre P e X por {\displaystyle P={\frac {d{Y_{(X)}}}{dx}}}. Um reflexão um pouco mais aguçada, entretanto, mostrará que neste processo perde-se informação associada à curva inicial visto que, uma vez conhecido {\displaystyle Y_{(P)}}, não se pode inverter o processo de forma a se obter novamente de forma unívoca a função inicial {\displaystyle Y_{(X)}}. Na transformação proposta a informação relativa à inclinação associada a um dado ponto da curva inicial {\displaystyle Y_{(X)}} é preservada para cada ponto da curva, mas a informação sobre qual é exatamente este ponto X, ou seja, a informação de onde a reta tangente em X corta o eixo Y, não. Assim, apesar de ser possível se reconstruir o "formato" da curva inicial {\displaystyle Y_{(X)}} partindo-se de {\displaystyle Y_{(P)}}, a determinação da distância exata desta curva ao eixo coordenado Y no gráfico não será possível, podendo a curva que se obtém da reconstrução transladar livremente na horizontal; a informação da posição correta desta se perde na transformação inicial, conforme proposta.
A solução para o problema deve ser obtida partindo-se da observação de que qualquer equação {\displaystyle Y_{(P)}} que permita construir a família de retas tangentes a uma dada curva - e não apenas conhecer a inclinação de cada reta tangente em questão - automaticamente determina a própria curva de forma tão boa quanto o faz a equação {\displaystyle Y_{(X)}} da curva.
Para tal, considere a reta tangente à curva {\displaystyle Y_{(X)}} no ponto específico (X,Y) cuja inclinação é P (ver figura). É possível identificar o ponto {\displaystyle \psi } onde esta reta intercepta o eixo Y e perceber que, da definição de inclinação de uma reta:
{\displaystyle P={\frac {\Delta Y}{\Delta X}}={\frac {Y-\psi }{X-0}}}
donde tem-se
{\displaystyle \psi =Y-PX}
Como as expressões {\displaystyle Y_{(X)}} e {\displaystyle P=P_{(X)}} são conhecidas, uma simples álgebra matemática permite a eliminação de X e Y em favor de P e {\displaystyle \psi } na equação acima, o que fornece a procurada relação {\displaystyle \psi =\psi _{(P)}}. Esta relação claramente permite a reconstrução de cada uma das retas tangentes com precisão, pois fornecendo-se o valor da inclinação P de uma delas, sabe-se com clareza, então, o ponto {\displaystyle \psi } onde esta reta deve interceptar o eixo Y.
Para recuperar-se a equação original {\displaystyle Y_{(X)}} partindo-se da equação {\displaystyle \psi _{(P)}}, basta considerar que a Transformada de Legendre é simétrica, exceto por um sinal de menos na equação de transformação, à sua inversa. Assim, à parte um sinal de menos a se considerar, sendo T a transformação de Legendre, aplicá-la duas vezes em sequência fornecerá a mesma função inicial (T² = 1).
Em resumo tem-se:
| {\displaystyle Y=Y_{(X)}}                                        | {\displaystyle \Psi =\Psi _{(P)}}                                         |
| {\displaystyle P={\frac {\partial Y_{(X)}}{\partial X}}}         | {\displaystyle -X={\frac {\partial \psi _{(P)}}{\partial P}}}             |
| Determinar {\displaystyle X=X_{(P)}} e {\displaystyle Y=Y_{(P)}} | Determinar {\displaystyle P=P_{(X)}} e {\displaystyle \Psi =\Psi _{(X)}}  |
| {\displaystyle \Psi =-PX+Y}                                      | {\displaystyle Y=XP+\Psi }                                                |
| Eliminação de X e Y fornece {\displaystyle \Psi =\Psi _{(P)}}    | Eliminação de P e {\displaystyle \Psi } fornece {\displaystyle Y=Y_{(X)}} |
| {\displaystyle \Psi =\Psi _{(P)}}                                | {\displaystyle Y=Y_{(X)}}                                                 |
| ---------------------------------------------------------------- | ------------------------------------------------------------------------- |

### Ao rigor da Matemática[5]

#### Definições
Em matemática, a Transformada de Legendre, em homenagem a Adrien-Marie Legendre, é uma operação que transforma uma função real de variáveis reais em outra. A transformada de Legendre de uma função ƒ é a função ƒ∗ definida por:
{\displaystyle f^{\star }(p)=\max _{x}{\bigl (}px-f(x){\bigr )}.}
Se ƒ é diferenciável, então ƒ∗(p) pode ser interpretado como o negativo  do intercepto em Y gerado por uma reta de inclinação particular p quando esta encontre-se tangente ao gráfico de ƒ. Em particular, para o valor de x associado ao máximo anterior tem-se a propriedade:
{\displaystyle f^{\prime }(x)=p.}
Isto é, a derivada da função ƒ torna-se o argumento da função ƒ∗. Em particular, se ƒ é convexa (ou côncava para cima), então ƒ∗ satisfaz a definição de um funcional.
{\displaystyle f^{\star }(f'(x))=xf'(x)-f(x).}
A Transformada de Legendre é sua própria inversa. Da mesma forma que as transformadas integrais, a Transformada de Legendre pega uma função ƒ(x) e fornece uma função de uma variável diferente p. Entretanto, enquanto as transformadas integrais consistem em integrais com um núcleo, a transformada Legendre usa o processo de maximização como processo de transformação. A transformada de Legendre é especialmente "bem-comportada" se ƒ(x) é uma função convexa.
A Transformada de Legendre é uma aplicação da relação de dualidade entre pontos e linhas. A função especificada por f(x) pode ser igualmente bem representada pelo conjunto de pontos (x, y), ou pelo conjunto de retas tangentes especificadas pelos valores de suas inclinações e pelos seus correspondentes interceptos no eixo coordenado Y.
A transformada de Legendre pode ser generalizada para fornecer a Transformada de Legendre-Fenchel.
A definição de Transformada de Legendre pode ser mais explícita. Para maximizar {\displaystyle px-f(x)} em relação a {\displaystyle x}, faz-se a sua derivada igual a zero:
{\displaystyle {\frac {\mathrm {d} }{\mathrm {d} x}}\left(px-f(x)\right)=p-{\mathrm {d} f(x) \over \mathrm {d} x}=0.\quad \quad (1)}
Então a expressão é maximizada quando:
{\displaystyle p={\mathrm {d} f(x) \over \mathrm {d} x}.\quad \quad \quad \quad \quad \quad \quad \quad \quad \quad \quad \quad \ (2)}
Quando {\displaystyle f} é convexa, isto é seguramente um máximo porque a segunda derivada é negativa:
{\displaystyle {\mathrm {d} ^{2} \over \mathrm {d} x^{2}}(xp-f(x))=-{\mathrm {d} ^{2}f(x) \over \mathrm {d} x^{2}}<0,}
Em um próximo passo inverte-se (2) para obter-se {\displaystyle x} como função de {\displaystyle p} e leva-se o resultado (1) , o que fornece uma forma mais prática para o uso,
{\displaystyle f^{\star }(p)=p\,\,x(p)-f(x(p)).}
Esta definição fornece o processo convencional para se calcular a transformada de Legendre de {\displaystyle f(x)}: encontre {\displaystyle p={df \over dx}}, inverta para {\displaystyle x} e substitua o resultado em {\displaystyle xp-f(x)}. Esta definição torna clara a seguinte interpretação: a Transformada de Legendre produz uma nova função, na qual a variável independente {\displaystyle x} é substituída por {\displaystyle p={df \over dx}}, o qual é a derivada da função original em respeito a {\displaystyle x}.

#### Consideração importante
Há ainda uma terceira definição para Transformada de Legendre: {\displaystyle f} e {\displaystyle f^{\star }} são ditas transformadas de Legendre uma da outra se suas primeiras derivadas são funções inversas uma da outra:
{\displaystyle Df=\left(Df^{\star }\right)^{-1}.}
Pode-se ver isto através do cálculo da derivada de {\displaystyle f^{\star }}:
{\displaystyle {df^{\star }(p) \over dp}={d \over dp}(xp-f(x))=x+p{dx \over dp}-{df \over dx}{dx \over dp}=x.}
Combinando-se esta equação com a condição de maximização ter-se-á como resultado o seguinte par de equações recíprocas:
{\displaystyle p={df \over dx}(x),}
{\displaystyle x={df^{\star } \over dp}(p).}
Vê-se que {\displaystyle Df} e {\displaystyle Df^{\star }} são inversas, conforme prometido. Elas são unívocas a menos de uma constante aditiva que é fixada pelo requerimento adicional de que:
{\displaystyle f(x)+f^{\star }(p)=x\,p.}
embora em alguns casos, a exemplo explicito, na termodinâmica e mecânica clássica, um requerimento não padronizado seja utilizado:
{\displaystyle f(x)-f^{\star }(p)=x\,p.}
O último requisito foi o utilizado em todas as demais seções deste artigo, embora o rigor matemático solicite o primeiro: ao rigor da matemática a Transformada de Legendre é exatamente a sua própria inversa, e encontra-se assim diretamente relacionada à Integração por partes.

### Exemplos

#### Com uma variável
A exemplo, aplicar-se-á a transformada de Legendre à função {\displaystyle Y_{(X)}=X^{2}}
Tem-se, seguindo-se os passos da tabela anterior:
Da linha 2:
{\displaystyle P={\frac {\partial Y_{(X)}}{\partial X}}=2X}
Logo, para a linha 3: {\displaystyle X={\frac {p}{2}}}
e {\displaystyle Y=X^{2}=\left({\frac {p}{2}}\right)^{2}}
Da linha 4: {\displaystyle \Psi =-PX+Y}
Eliminando-se X e Y:
{\displaystyle \Psi =-P\left({\frac {P}{2}}\right)+\left({\frac {P}{2}}\right)^{2}}
resulta em:
{\displaystyle \Psi ={\frac {-P^{2}}{4}}}
Assim, a Transformada de Legendre para {\displaystyle Y_{(X)}=X^{2}} é {\displaystyle \Psi _{(P)}={\frac {-P^{2}}{4}}} 
A transformação inversa ficará a cargo do leitor.

#### Com duas ou mais variáveis
A título de ilustração calcular-se-á a energia livre de Helmholtz {\displaystyle F_{(T,V,N)}} para um gás ideal partindo-se da equação fundamental para a energia interna {\displaystyle U_{(S,V,N)}}.
Conforme antes apresentado (e mantidas as mesmas ressalvas), para um gás monoatômico ideal constituído por N partículas confinadas em um volume V e com uma entropia interna S:
{\displaystyle U_{(S,V,N)}=N\left({\frac {N}{V}}\right)^{\frac {2}{3}}e^{{\frac {2}{3}}\left({\frac {S}{Nk_{B}}}-c\right)}}
da qual busca-se a energia de Helmholtz F, a ser calculada como:
{\displaystyle F=U-TS}
mediante substituição da variável S pela sua respectiva conjugada, T.
Pelo formalismo termodinâmico tem-se que:
{\displaystyle T=\left({\frac {\partial U_{(S,V,N)}}{\partial S}}\right)_{V,N}}
onde os índices V e N enfatizam que as grandezas volume V e quantidade de partículas N devem ser tratadas como constantes na derivada parcial. Procedendo-se o cálculo da derivada ter-se-á:
{\displaystyle T=\left({\frac {\partial U_{(S,V,N)}}{\partial S}}\right)_{V,N}={\frac {2}{3k_{B}}}\left({\frac {N}{V}}\right)^{\frac {2}{3}}e^{{\frac {2}{3}}\left({\frac {S}{Nk_{B}}}-c\right)}}
Isolando-se a entropia como função da temperatura e demais grandezas ter-se-á:
{\displaystyle S={\frac {3Nk_{B}}{2}}\ln \left[{\frac {3}{2}}k_{B}T\left({\frac {V}{N}}\right)^{\frac {2}{3}}\right]+cNk_{B}}
a ser substituída em
{\displaystyle F=U-TS=N\left({\frac {N}{V}}\right)^{\frac {2}{3}}e^{{\frac {2}{3}}\left({\frac {S}{Nk_{B}}}-c\right)}-TS}
o que resulta em:
{\displaystyle F=N\left({\frac {N}{V}}\right)^{\frac {2}{3}}e^{{\frac {2}{3}}\left({\frac {{\frac {3Nk_{B}}{2}}\ln \left[{\frac {3}{2}}k_{B}T\left({\frac {V}{N}}\right)^{\frac {2}{3}}\right]+cNk_{B}}{Nk_{B}}}-c\right)}-T\left({\frac {3Nk_{B}}{2}}\ln \left[{\frac {3}{2}}k_{B}T\left({\frac {V}{N}}\right)^{\frac {2}{3}}\right]+cNk_{B}\right)}
Uma simples inspeção na equação anterior, mesmo sem simplificá-la, permite a conclusão de que a função F já encontra-se dependente apenas das variáveis T, V e N, conforme pretendido.
Procendo com os cálculos, ter-se-á:
{\displaystyle F=N\left({\frac {N}{V}}\right)^{\frac {2}{3}}\cdot {\frac {3}{2}}k_{B}T\left({\frac {V}{N}}\right)^{\frac {2}{3}}-{\frac {3}{2}}Nk_{B}T\ln \left[{\frac {3}{2}}k_{B}T\left({\frac {V}{N}}\right)^{\frac {2}{3}}\right]-cNk_{B}T}
o que, com mais algumas simplificações, resulta em:
{\displaystyle F_{(T,V,N)}=Nk_{B}T\ln \left({\frac {N}{V}}\right)-{\frac {3}{2}}Nk_{B}T\ln \left({\frac {3k_{B}T}{2}}\right)+Nk_{B}T\left({\frac {3}{2}}-c\right)}
que é a Energia Livre de Helmholtz para um gás ideal, uma equação fundamental com exatamente as mesmas informações contidas na equação original para a energia interna.

## Novamente termodinâmica, e mecânica clássica

### Termodinâmica: tabelas de transformadas
No contexto da termodinâmica, dentre todas as possíveis transformadas de Legendre, as seguintes são particularmente muito frequêntes e importantes:
| {\displaystyle U=U_{(S,V,N_{1},N_{2}...)}}                                                         | {\displaystyle U=U_{(S,V,N_{1},N_{2}...)}}                                                         | {\displaystyle H=H_{(S,P,N_{1},N_{2}...)}}                                                         | {\displaystyle F=F_{(T,V,N_{1},N_{2}...)}}                                                                          |
| {\displaystyle T={\frac {\partial U_{(S,V,N_{1},N_{2}...)}}{\partial S}}}                          | {\displaystyle -P={\frac {\partial U_{(S,V,N_{1},N_{2}...)}}{\partial V}}}                         | {\displaystyle T={\frac {\partial H_{(S,P,N_{1},N_{2}...)}}{\partial S}}}                          | {\displaystyle \mu _{i}={\frac {\partial F_{(T,V,N_{1},N_{2}...)}}{\partial N_{i}}}}                                |
| Determinar {\displaystyle S=S_{(T,V,N_{1},N_{2}...)}} e {\displaystyle U=U_{(T,V,N_{1},N_{2}...)}} | Determinar {\displaystyle V=V_{(S,P,N_{1},N_{2}...)}} e {\displaystyle U=U_{(S,P,N_{1},N_{2}...)}} | Determinar {\displaystyle S=S_{(T,P,N_{1},N_{2}...)}} e {\displaystyle H=H_{(T,P,N_{1},N_{2}...)}} | Determinar {\displaystyle F=F_{(T,V,\mu _{1},\mu _{2}...)}} e {\displaystyle N_{i}=N_{i(T,V,\mu _{1},\mu _{2}...)}} |
| {\displaystyle F=U-TS}                                                                             | {\displaystyle H=U+PV}                                                                             | {\displaystyle G=H-TS}                                                                             | {\displaystyle C=F-\Sigma \mu _{i}N_{i}}                                                                            |
| Eliminação de U e S fornece:                                                                       | Eliminação de U e V fornece:                                                                       | Eliminação de H e S fornece:                                                                       | Eliminação de F e {\displaystyle N_{i}} fornece:                                                                    |
| Energia Livre de Helmholtz F                                                                       | Entalpia H                                                                                         | Energia livre de Gibbs G                                                                           | Grande Potencial Canônico C                                                                                         |
| {\displaystyle F=F_{(T,V,N_{1},N_{2}...)}}                                                         | {\displaystyle H=H_{(S,P,N_{1},N_{2}...)}}                                                         | {\displaystyle G=G_{(T,P,N_{1},N_{2}...)}}                                                         | {\displaystyle C=C_{(T,V,\mu _{1},\mu _{2}...)}}                                                                    |
| -------------------------------------------------------------------------------------------------- | -------------------------------------------------------------------------------------------------- | -------------------------------------------------------------------------------------------------- | --- |

| {\displaystyle F=F_{(T,V,N_{1},N_{2}...)}}                                                         | {\displaystyle H=H_{(S,P,N_{1},N_{2}...)}}                                                         | {\displaystyle G=G_{(T,P,N_{1},N_{2}...)}}                                                         | {\displaystyle C=C_{(T,V,\mu _{1},\mu _{2}...)}}                                                              |
| {\displaystyle -S={\frac {\partial F_{(T,V,N_{1},N_{2}...)}}{\partial T}}}                         | {\displaystyle V={\frac {\partial H_{(S,P,N_{1},N_{2}...)}}{\partial P}}}                          | {\displaystyle -S={\frac {\partial G_{(T,P,N_{1},N_{2}...)}}{\partial T}}}                         | {\displaystyle -N_{i}={\frac {\partial C_{(T,V,\mu _{1},\mu _{2}...)}}{\partial \mu _{i}}}}                   |
| Determinar {\displaystyle T=T_{(S,V,N_{1},N_{2}...)}} e {\displaystyle F=F_{(S,V,N_{1},N_{2}...)}} | Determinar {\displaystyle P=P_{(S,V,N_{1},N_{2}...)}} e {\displaystyle H=H_{(S,P,N_{1},N_{2}...)}} | Determinar {\displaystyle G=G_{(S,P,N_{1},N_{2}...)}} e {\displaystyle T=T_{(S,P,N_{1},N_{2}...)}} | Determinar {\displaystyle C=C_{(T,V,N_{1},N_{2}...)}} e {\displaystyle \mu _{i}=\mu _{i(T,V,N_{1},N_{2}...)}} |
| {\displaystyle U=F+TS}                                                                             | {\displaystyle U=H-PV}                                                                             | {\displaystyle H=G+TS}                                                                             | {\displaystyle F=F+\Sigma \mu N_{i}}                                                                          |
| Eliminação de T e F fornece:                                                                       | Eliminação de P e H fornece:                                                                       | Eliminação de G e T fornece:                                                                       | Eliminação de C e {\displaystyle \mu _{i}} fornece:                                                           |
| Energia Interna U                                                                                  | Energia Interna U                                                                                  | Entalpia H                                                                                         | Energia Livre de Helmhotz F                                                                                   |
| {\displaystyle U=U_{(S,V,N_{1},N_{2}...)}}                                                         | {\displaystyle U=U_{(S,V,N_{1},N_{2}...)}}                                                         | {\displaystyle H=H_{(S,P,N_{1},N_{2}...)}}                                                         | {\displaystyle F=F_{(T,V,N_{1},N_{2}...)}}                                                                    |
| -------------------------------------------------------------------------------------------------- | -------------------------------------------------------------------------------------------------- | -------------------------------------------------------------------------------------------------- | --- |

### Lagrangianas e Hamiltonianos
No contexto da mecânica clássica o princípio de Lagrange garante que uma função particular, a Lagrangiana do sistema, caracteriza-o completamente no que se refira à sua dinâmica. A Lagrangiana é uma função de 2r variáveis, r coordenadas generalizadas e r velocidades generalizadas, e desempenha em mecânica, de forma similar ao de {\displaystyle S_{(U,V,N)}} na termodinâmica, o papel de equação fundamental para a dinâmica:
{\displaystyle L=L_{(v_{1},v_{2},...,v_{r},q_{1},q_{2},...,q_{r})}}
Sendo uma equação fundamental, aplicando-se o formalismo da mecânica Lagrangiana pode-se então chegar às equações diferenciais e posteriormente às equações horárias que descrevem toda a dinâmica do sistema em questão.
A transformada de Legendre aplica-se também à Lagrangiana. Neste contexto, o momento generalizado {\displaystyle P_{k}} conjugado à correspondente velocidade {\displaystyle v_{k}} é definido como a deriva parcial da lagrangiana em relação à respectiva velocidade {\displaystyle v_{k}} (k<=r):
{\displaystyle P_{k}={\frac {\partial L_{(v_{1},v_{2},...,v_{r},q_{1},q_{2},...,q_{r})}}{\partial v_{k}}}}
Caso deseje-se substituir como variáveis independentes todas as velocidades pelos correspondentes momentos, devem-se fazer Transformadas de Legendre em relação a todas as velocidades. Assim, introduz-se uma nova função, chamada Hamiltoniano, definida por:
{\displaystyle (-H)=L-\Sigma _{1}^{r}{P_{k}v_{k}}}
Um novo formalismo dinâmico, a mecânica hamiltoniana, pode então ser empregada em termos da nova equação fundamental {\displaystyle H_{(P_{1},P_{2},...P_{r},q_{1},q_{2},...,q_{r})}}
As hamiltonianas são particularmente importantes no estudo da mecânica quântica.

#### Exemplo

Oscilador harmônico simples ideal. O estudo deste sistema pode ser feito através do conhecimento de sua Lagrangiana ou de seu Hamiltoniano. Conhecida um destas funções, obtém-se facilmente a outra através da Transformada de Legendre

Inicialmente determinar-se-á a Lagrangiana e posteriormente o Hamiltoniano para um oscilador harmônico unidimensional constituído de uma massa presa em uma das extremidades de a uma mola e apoiada em uma mesa sem atrito.
A Lagrangiana do sistema é definida no contexto da mecânica lagrangiana como a diferença entre a energia cinética T e a energia potencial U do sistema, o que para este presente caso resulta, considerado que só há energia potencial elástica no sistema:
{\displaystyle L_{(x,{\dot {x}})}=T-U={\frac {1}{2}}m{\dot {x}}^{2}-{\frac {1}{2}}kx^{2}}
Nesta equação, {\displaystyle {\dot {x}}} representa a velocidade da partícula associada à coordenada x.
A partir desta equação fundamental pode-se, de posse do formalismo da mecânica lagrangiana e do Princípio de Lagrange, determinar a equação de movimento para a massa.
Para fins de comparação das soluções, a solução no formalismo lagrangiano é apresentado abaixo, partindo-se para tal do Princípio de Lagrange que afirma, sendo
{\displaystyle L=L_{(x_{1},x_{2},...,x_{n},{\dot {x_{1}}},{\dot {x_{2}}},...,{\dot {x_{n}}})}} tem-se, com i=1,2,...
que:
{\displaystyle {\frac {\partial L}{\partial x_{i}}}-{\frac {d}{dt}}{\frac {\partial L}{\partial {\dot {x_{i}}}}}=0}
Para o problema em questão:
{\displaystyle {\frac {\partial L}{\partial x}}=-kx}
{\displaystyle {\frac {\partial L}{\partial {\dot {x}}}}=m{\dot {x}}}
{\displaystyle {\frac {d}{dt}}\left({\frac {\partial L}{\partial {\dot {x}}}}\right)=m{\ddot {x}}}
O que, substituído na equação para o Princípio de Lagrange, fornece:
{\displaystyle m{\ddot {x}}+kx=0}, que é a equação diferencial para o sistema em estudo.
A solução desta equação diferencial leva a uma função horária cossenoidal para o movimento da massa no oscilador harmônico simples considerado (para a solução, consulte o artigo dedicado).
{\displaystyle X(t)=Acos(kx-\omega t+\phi )}
onde {\displaystyle \omega =\left({\frac {k}{m}}\right)^{\frac {1}{2}}}
Procura-se agora chegar a uma mesma solução através do formalismo da mecânica hamiltoniana.
O Hamiltoniano para o sistema pode ser obtida através da Transformada de Legendre aplicada à Lagrangiana, conforme descrito anteriormente.
Seguindo-se os passos prescritos, o momento generalizado associado à velocidade {\displaystyle {\dot {x}}} é:
{\displaystyle P={\frac {\partial L_{(x,{\dot {x}})}}{\partial {\dot {x}}}}=m{\dot {x}}}
de onde, isolando-se {\displaystyle {\dot {x}}}
{\displaystyle {\dot {x}}={\frac {P}{m}}}
Determinando-se o Hamiltoniano H através de
{\displaystyle (-H)=L-P{\dot {x}}}
tem-se, já eliminando-se {\displaystyle {\dot {x}}} em favor de P:
{\displaystyle (-H)={\frac {1}{2}}m\left({\frac {P}{m}}\right)^{2}-{\frac {1}{2}}kx^{2}-P\left({\frac {P}{m}}\right)}
Resolvendo, chega-se ao Hamiltoniano do sistema, uma equação fundamental que contém igualmente todas as informações necessárias sobre a dinâmica do sistema:
{\displaystyle H_{(P,x)}={\frac {P^{2}}{2m}}+{\frac {1}{2}}kx^{2}}
Aplicar-se-á agora o formalismo da mecânica hamiltoniana a fim de se comparar os resultados.
As equações diferenciais de movimento no formalismo de Hamilton são, já adaptadas ao problema unidimensional com variáveis x e P (fez-se q=x para tal):
{\displaystyle {\dot {x}}={\frac {\partial H}{\partial P}}=P/m}
{\displaystyle -{\dot {P}}={\frac {\partial H}{\partial x}}=kx}
Da primeira tem-se:
{\displaystyle P=m{\dot {x}}} donde
{\displaystyle {\dot {P}}=m{\ddot {x}}} para um sistema com massa constante.
Substituindo na segunda:
{\displaystyle -{\dot {P}}=kx=-m{\ddot {x}}}
e por fim
{\displaystyle kx+m{\ddot {x}}=0}
que é a mesma equação diferencial antes obtida pelo formalismo lagrangiano, o que leva à mesma solução já apresentada, obviamente.